# Евстифеев, Иван Александрович
Иван Александрович Евстифеев (родился 19 декабря 1981, Тара, Омская область, РСФСР, СССР) — российский государственный деятель, сенатор Российской Федерации от законодательного органа государственной власти Омской области (с 2023 года). Член Комитета Совета Федерации по экономической политике.

## Биография
Иван Евстифеев родился в 1981 году в городе Тара в Омской области. Окончил ОмГУ по специальностям «психология» (2004) и «юриспруденция» (2017), работал в правительстве Омской области (2004—2008), был заместителем и первым заместителем руководителя омского регионального исполнительного комитета партии «Единая Россия» (2008—2012), советником и главным советником Управления президента РФ по внутренней политике (2012—2017). В 2017—2022 годах Евстифеев занимал должность главного федерального инспектора по Омской области, в 2022—2023 годах был заместителем главы администрации федеральной территории «Сириус» (Краснодарский край).
19 сентября 2023 года губернатор Омской области Виталий Хоценко назначил Евстифеева членом Совета Федерации как представителя регионального правительства. В этом качестве Евстифеев стал преемником Елены Мизулиной. 
Евстифеев женат, у него двое детей.